# 沙下駅
沙下駅（サハえき）は、大韓民国釜山広域市沙下区にある釜山交通公社1号線の駅である。駅番号は104。

## 駅構造
相対式ホーム2面2線の地下駅。スクリーンタイプのホームドアが設置されている。出入口は5箇所に設けられている。

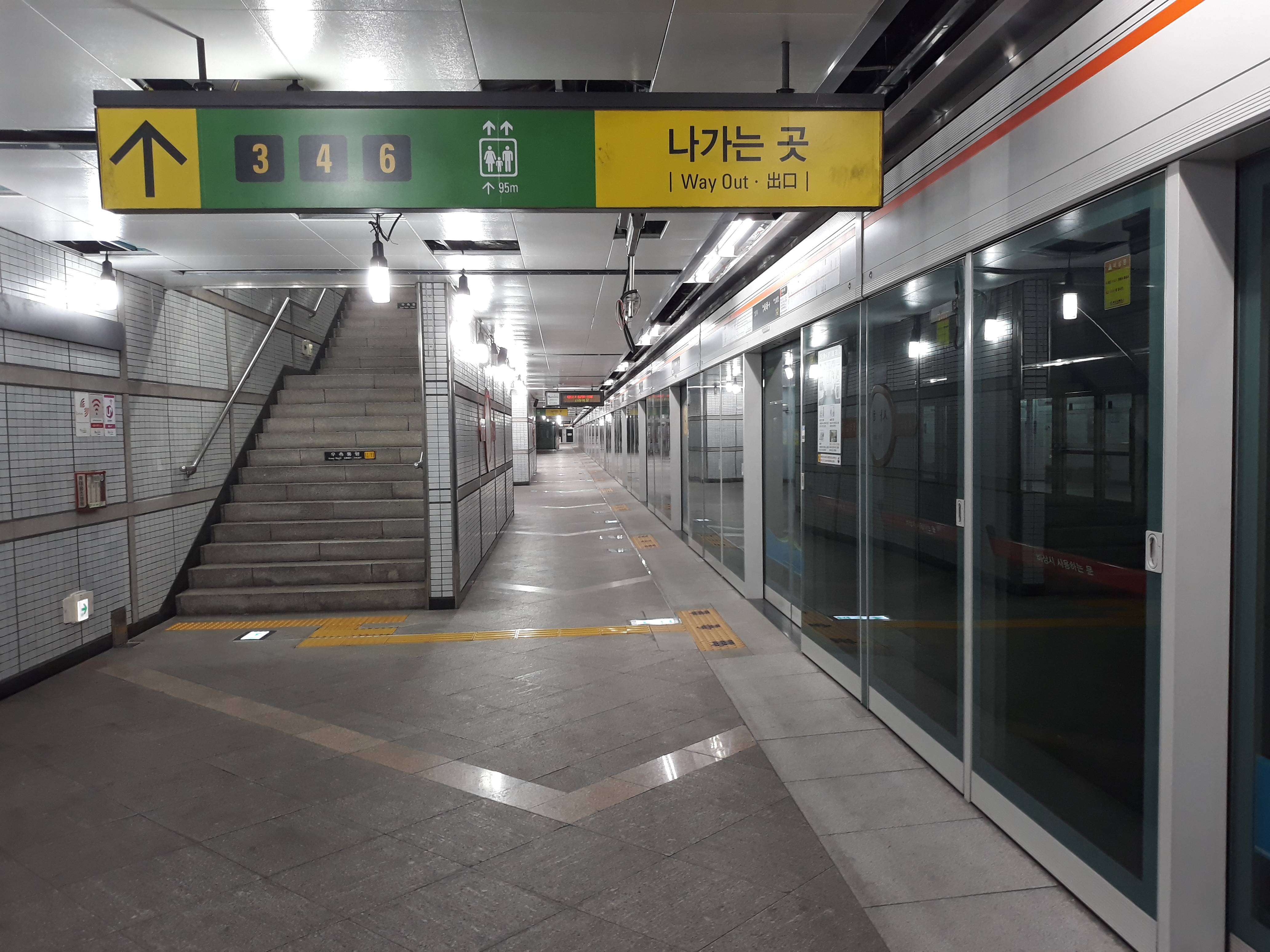
下りホーム（2018年5月）
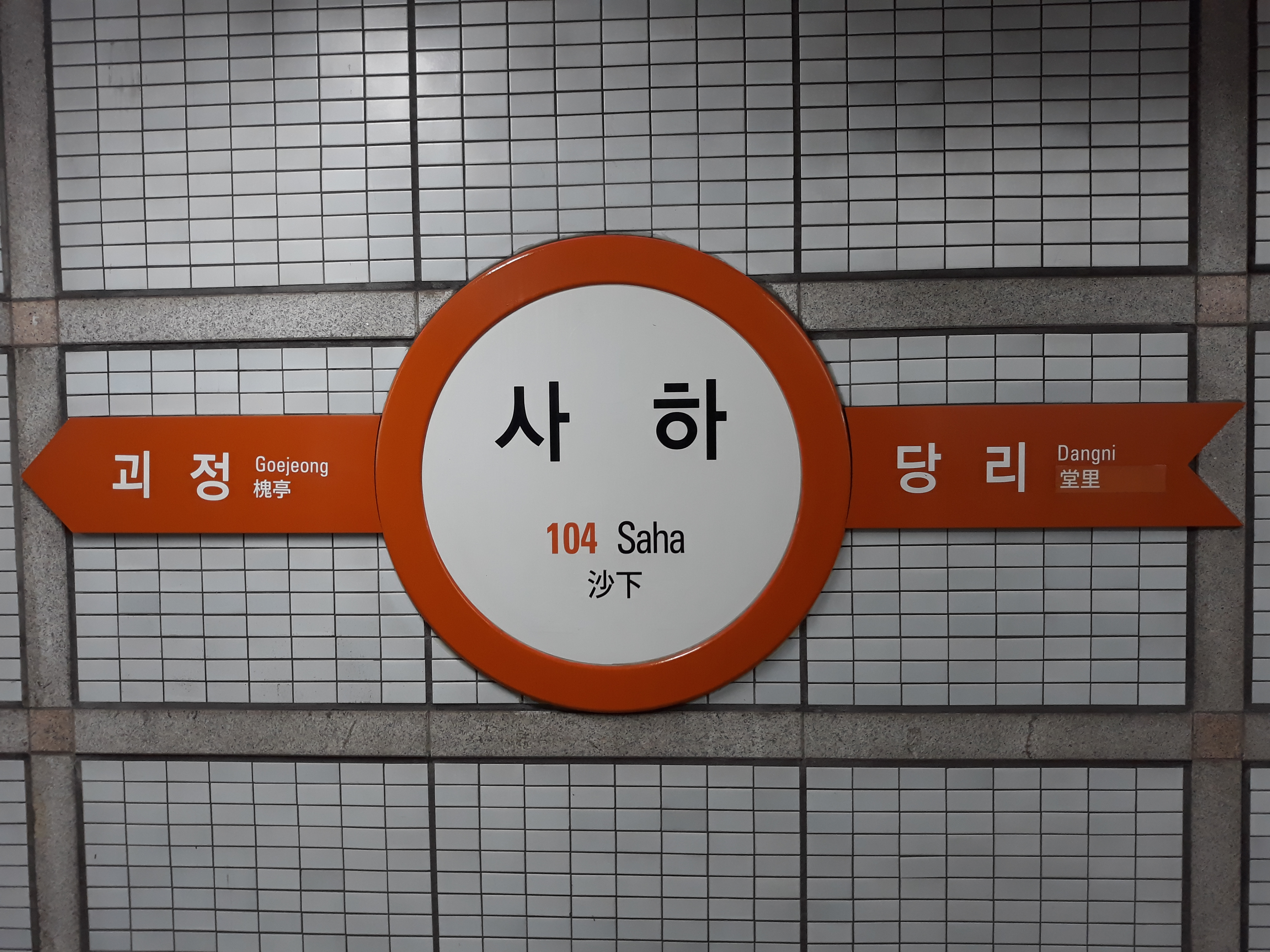
駅名標

### のりば
| 上り | 1号線 | 多大浦海水浴場方面 |
| 下り | 1号線 | 老圃方面           |

## 歴史
- 1994年6月23日 - 1号線新平 - 西大新洞（現・西大新）間延伸に伴い開業。

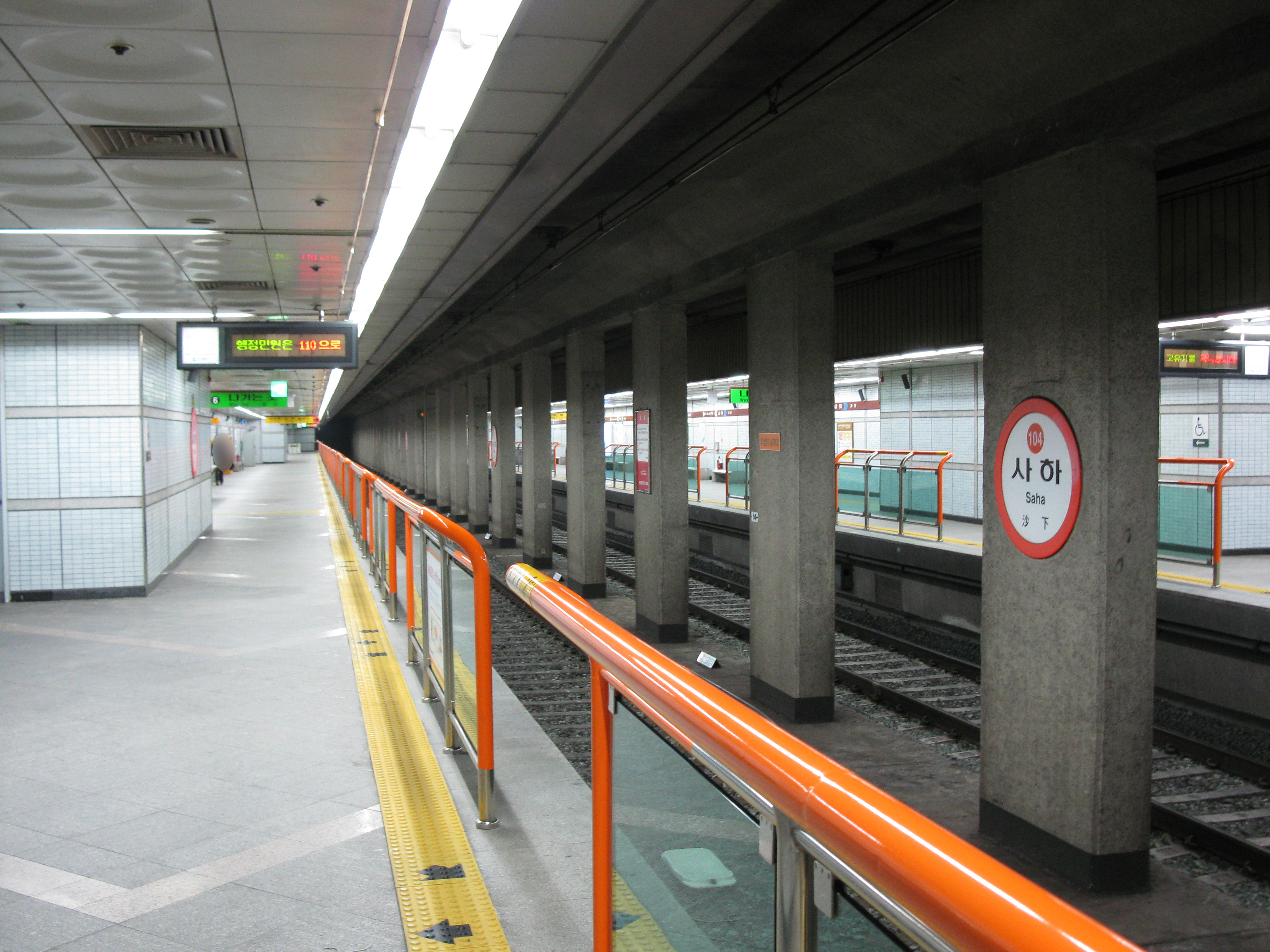
ホームドア設置前（2009年2月）

## 駅周辺
- 釜山沙下警察署槐亭4洞治安センター
- 槐亭4洞行政福祉センター
- 沙下初等学校
- 堂里中学校
- 沙下中学校
- KT沙下支社

## 隣の駅
釜山交通公社
 1号線
堂里駅 (103) - 沙下駅(104) - 槐亭駅 (105)